# Come Together (single van Kane)
Come Together is een nummer van de Nederlandse rockband Kane uit 2012. Het is de eerste single van hun gelijknamige zesde studioalbum.

## Achtergrond
In oktober 2012 kwamen Kane terug met een nieuwe single genaamd Come Together. Hierdoor kwam er een einde aan een pauze van 2 jaar. Het nummer staat voor positiviteit en optimisme. Op het gelijknamige album wou Kane het klein en overzichtelijk houden. Het album wordt daarnaast een stap voorwaarts genoemd door Kane. Volgens Woesthoff is het nummer een gevoel om samen iets positiefs te doen. Daarnaast heeft volgens hem het nummer een energie die er meteen inhakt en dat is bij de videoclip van het nummer ook te zien. Volgens Woesthoff zijn het roerige tijden en mensen zijn meer gebaat bij positivisme met de rest dat allemaal nu zich afspeelt.
Het album Come Together was het laatste album voor een lange pauze van tien jaar van Kane. Pas in 2023 kwamen Kane weer terug bij elkaar.

## Ontvangst
Come Together stond 10 weken in de Nederlandse Top 40. De hoogste plek die het bereikte was de 16de plek. In de Single Top 100 stond de single ook 10 weken waarin de 12de plek werd behaald.
Het nummer werd genomineerd als beste nummer voor de Edison Publieksprijs in 2013. Ook werd Kane genomineerd voor de beste groep, samen met Nick & Simon en de Golden Earring. Daarnaast kreeg de plaat een nominatie voor de 538 Jingleball Award. Ten slotte werd het nummer ook genomineerd voor 3FM Megahit.